# Eldfågeln (balett)

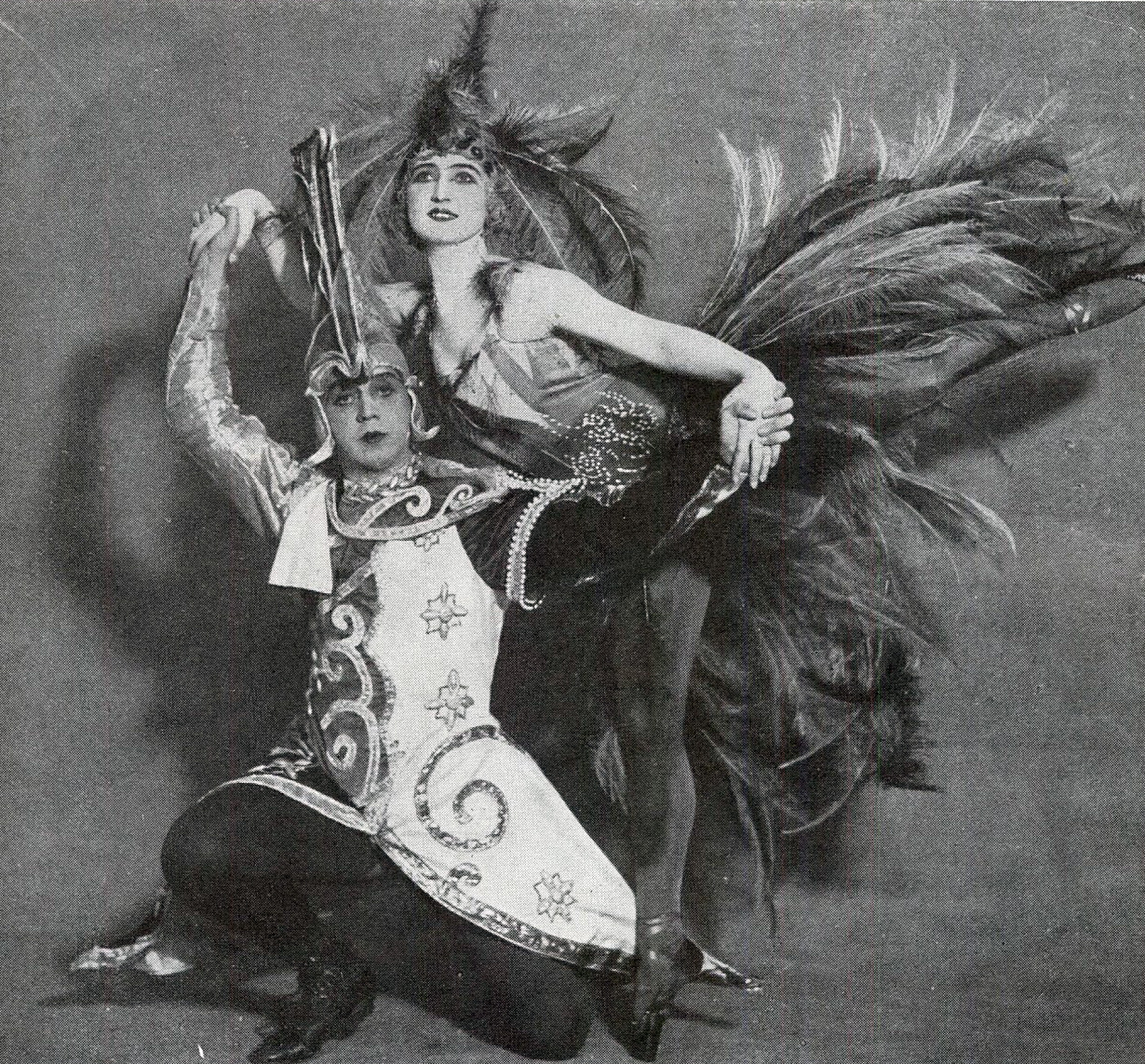
Sven Tropp och Elly Holmberg vid den svenska urpremiären på Stockholmsoperan 1927.

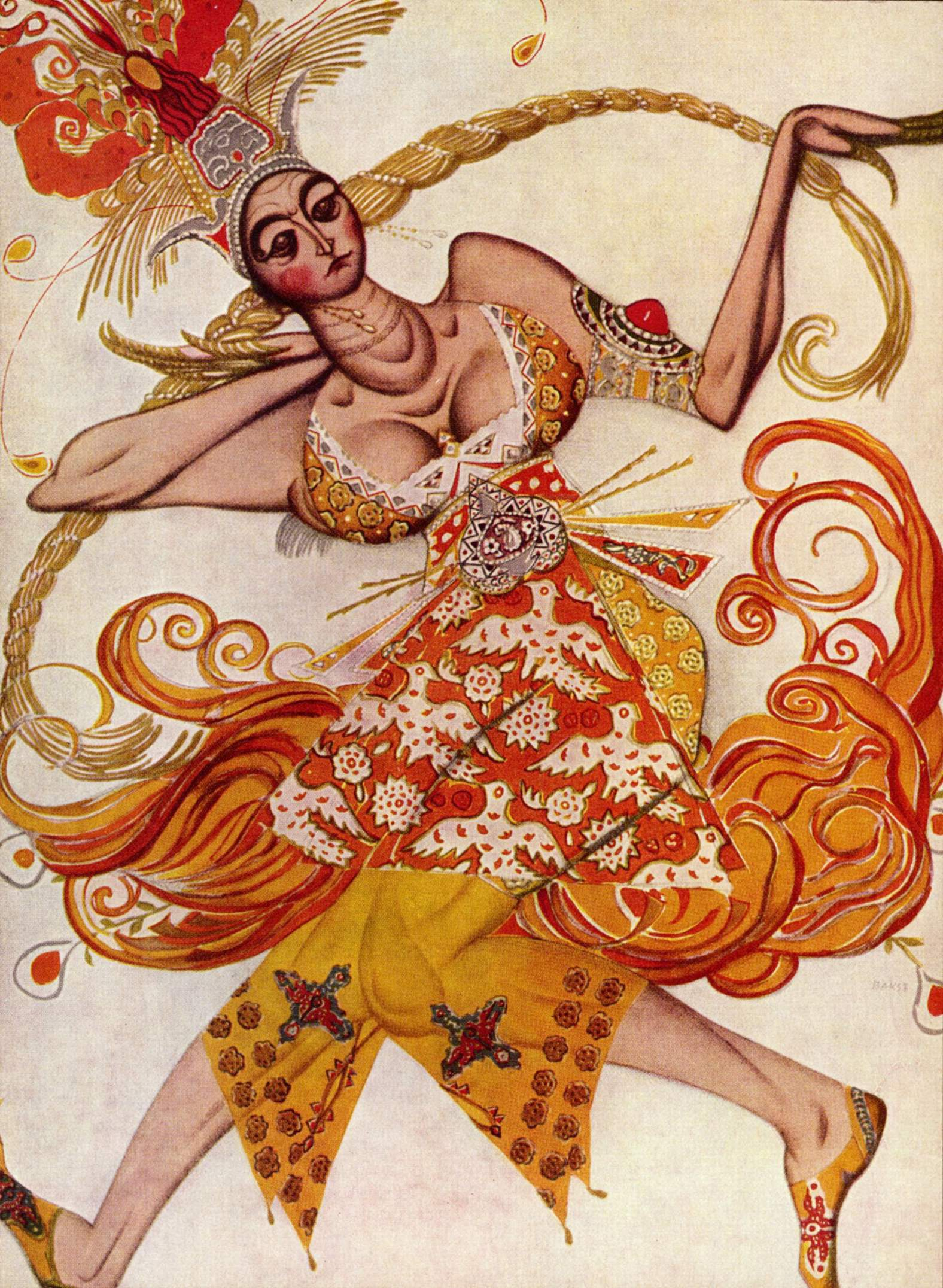
En ballerina dansar Eldfågeln, av Léon Bakst 1910

Eldfågeln (franska: L'Oiseau de feu) är en sagobalett i en akt skapad av koreografen Michel Fokine och tonsättaren Igor Stravinskij 1910 efter en rysk saga.

## Historia
När den nystartade Ryska baletten ville sätta upp Eldfågeln 1909, bad man Anatolij Ljadov att komponera musiken. Men eftersom Ljadov dröjde, så vände sig balettens ledare Sergej Djagilev till Igor Stravinskij med samma förfrågan. 
Baletten Eldfågeln hade urpremiär i Paris den 25 juni 1910. Den svenska premiären ägde rum på Stockholmsoperan den 29 januari 1927 och den iscensattes åter med premiär den 16 april 1966.

## Handling
Balettens handling bygger på en gammal rysk folksaga. Den handlar om prins Ivan som är på väg till sin fars hemland. På vägen tillbaka hamnar han i en förtrollad trädgård. Plötsligt dyker den stora färgrika eldfågeln upp. Ivan blir förtjust i fågeln och bestämmer sig för att fånga den. Efter en lång kamp, lyckas Ivan fånga fågeln, men bestämmer sig för att släppa den fri i utbyte mot en gyllende fjäder. Längre in i trädgården får han också syn på tretton tillfångatagna prinsessor, som dansar med gyllene äpplen i sina händer. Ivan blir kär i en av dem och han får delta i deras korovod, en rysk dans. Vid gryningen försvinner prinsessorna, hypnotiserade, in i slottet igen. För att befria sin livs kärlek slår Ivan in en port, men han blir själv tillfångatagen och trollkarlen Kasttjej, som hållit prinsessorna fångna, bestämmer att Ivan skall förvandlas till sten. Då höjer prinsen desperat fjädern i ett sista försök att rädda sig. Eldfågeln kommer till undsättning och tvingar trollkarlen och alla hans undersåtar att dansa en synkoperad helvetesdans tills de är totalt utmattade. Eldfågeln sjunger en vaggvisa som får Kasttjej att somna. Man slår då sönder det magiska ägg som gjort Kasttjej odödlig och han dör samtidigt som palatset försvinner.

## Musik
Stravinskij hade under åren 1905-08 studerat för Rimskij-Korsakov och av denne lärt sig en instrumentationskonst som bygger på precision och klarhet. Det som finns skrivet i partituret skall vara tydligt för åhöraren. Under åren 1909-10 när musiken tillkom vistades Stravinskij i Paris där han kom i kontakt med Debussy och Ravel vilka hade liknande tankar ifråga om orkesterbehandling. Dessa framhöll inte den organiska formen på samma sätt, utan var friare i sin gestaltning av såväl struktur och tonalitet. Detta inspirerade Stravinskij till en musik med rötter i rysk senromantik, fast med tydliga impressionistiska inslag, som också pekar fram mot modernismen i Våroffer. Tack vare sin kombination av orkestral välklang, gestaltningsmässig dramatik och en tendens att ifrågasätta ramarna för romantikens tonspråk, tillhör Eldfågeln Stravinskijs mest uppskattade verk.

## Inspelningar (urval)
- The firebird ; Les noces. Opus Arte DVD OA 0832 D. Benjamin, Cope, Rosato, Drew. Royal Opera House Covent Garden Orchestra. Carewe, dirigent.[2]
- The firebird ; The rite of spring. Columbia Symphonic Orchestra. Kompositören, dirigent. Sony SMK 89875. Inspelad 1961.[2]